# Warbly Jets (band)
Warbly Jets is een Amerikaanse rockband uit Los Angeles, gevormd in 2015. Samuel Shea en Julien O’Neill zijn de leden van de band. Het debuutalbum van de groep werd eind 2017 uitgebracht.

## Biografie

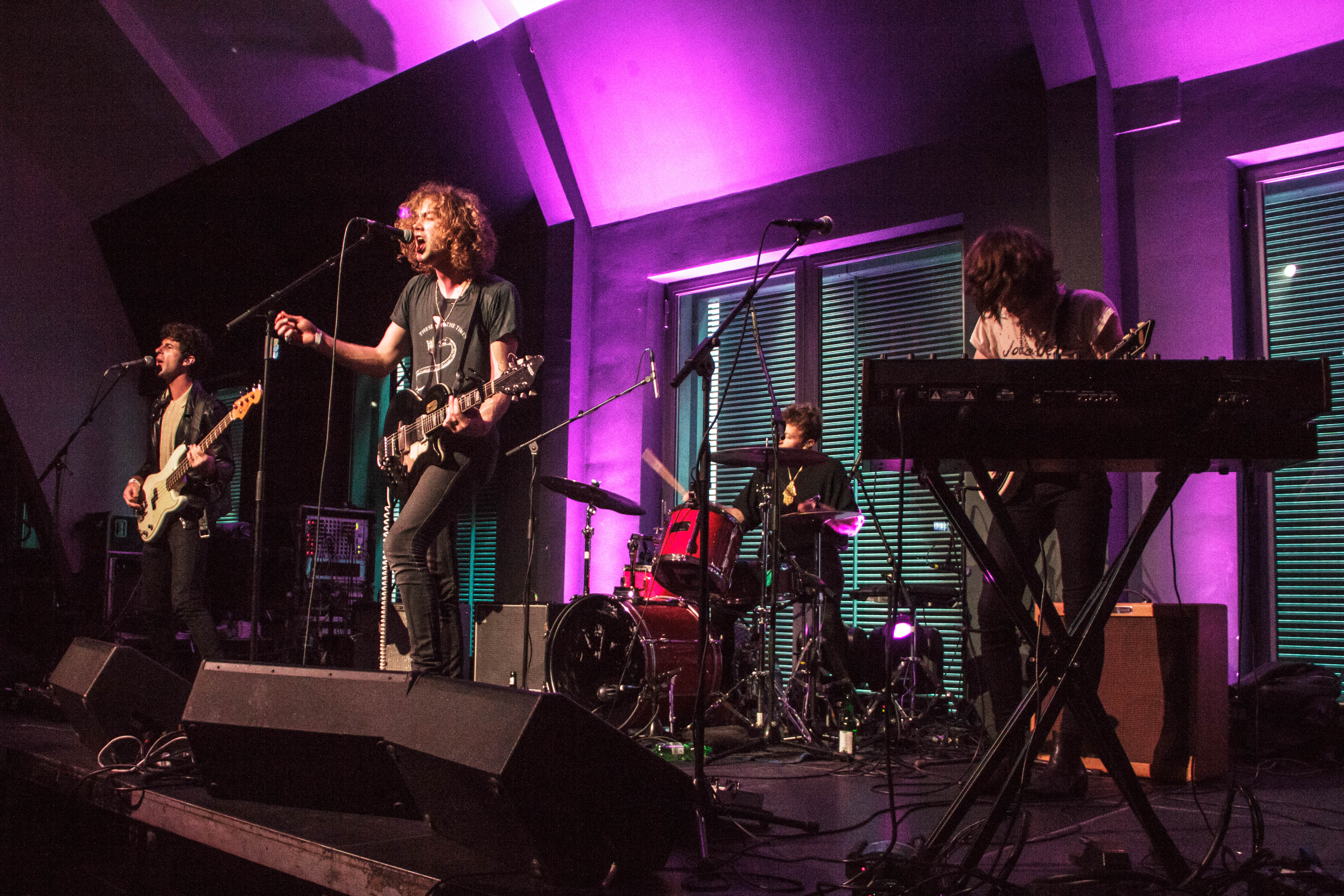
Warbly Jets op het Way Back When Festival 2017

Shea en O’Neill ontmoetten elkaar voor het eerst toen ze in Brooklyn woonden. Ze verhuisden begin 2015 naar Los Angeles om demo's te schrijven en op te nemen. In 2015 bracht de band hun eerste twee singles, ''Falling Faster'' en ''Psychomanteum'' uit, die inmiddels niet meer te beluisteren zijn. In 2017 brachten ze hun debuutstudioalbum uit onder de naam Warbly Jets. Zelfgeproduceerde, opgenomen en uitgebrachte nummers van het album, zoals ''Alive'', ''Fast Change'' en ''The Lowdown'', zijn gebruikt in een aantal computerspellen en televisieseries zoals Spider-Man, Need for Speed: Payback, en Lucifer. Ze hebben meerdere internationale tournees gedaan als onafhankelijke band, en hebben getourd als voorprogramma naast artiesten als Liam Gallagher, The Dandy Warhols, Stone Temple Pilots en Rival Sons. In 2019 brachten ze een ep met drie nummers uit, getiteld Propaganda. Op 26 augustus 2021 kondigde de band hun tweede studioalbum aan genaamd Monsterhouse. Het album kwam uit op 12 november 2021 onder het label Rebel Union Recordings.

## Discografie

### Albums
| Jaar | Titel        |
| ---- | ------------ |
| 2017 | Warbly Jets  |
| 2021 | Monsterhouse |

### Ep's
| Jaar | Titel      |
| ---- | ---------- |
| 2019 | Propaganda |

### Singles
| Jaar | Titel                                     | Album        |
| ---- | ----------------------------------------- | ------------ |
| 2015 | Falling Faster                            | Geen album   |
| 2015 | Psychomanteum                             | Geen album   |
| 2016 | Alive                                     | Warbly Jets  |
| 2017 | The Lowdown                               | Warbly Jets  |
| 2017 | 4th Coming Bomb                           | Warbly Jets  |
| 2017 | Shapeshifter                              | Warbly Jets  |
| 2017 | Ride                                      | Warbly Jets  |
| 2017 | Raw Evolution                             | Warbly Jets  |
| 2018 | Between the Lines                         | Geen album   |
| 2018 | Inhuman Emotion                           | Geen album   |
| 2019 | Propaganda                                | Propaganda   |
| 2020 | NASA                                      | Monsterhouse |
| 2021 | Low Resolution                            | Monsterhouse |
| 2021 | TMI                                       | Monsterhouse |
| 2021 | Let Go : Be Free                          | Monsterhouse |
| 2022 | Let Go : Be Free (Alain de Saracho remix) | Geen album   |

## Verschijningen
- "Alive" in The 100 (2017)
- "Fast Change" in Need for Speed Payback (2017)
- "The Lowdown" in Lucifer (2018)
- "Alive" in Spider-Man (2018)